# Jürn Kruse
Jürn Kruse (* 1985 in Husum) ist ein deutscher Journalist und freier Autor und derzeit Pressereferent bei der Firma GP Joule.

## Leben
Kruse studierte Journalistik und Politikwissenschaft in Leipzig und besuchte die Axel-Springer-Akademie in Berlin. 
Er war von 2014 bis 2019 Leiter des Ressorts taz2 bei der Taz. Von Februar 2020 bis Sommer 2021 war er Redaktionsleiter beim Onlinemagazin Übermedien.
Er ist Juror und Mitglied einer Nominierungskommission beim Grimme-Preis.